# یواس‌اس کارولینا (۱۸۱۲)
یواس‌اس کارولینا (۱۸۱۲) (به انگلیسی: USS Carolina (1812)) یک کشتی بود که طول آن ۸۹ فوت ۶ اینچ (۲۷٫۲۸ متر) بود. این کشتی در سال ۱۸۱۲ ساخته شد.